# San Giovanni Rotondo
San Giovanni Rotondo è un comune italiano di 26 261 abitanti della provincia di Foggia in Puglia, noto per ospitare le spoglie di Padre Pio da Pietrelcina, frate cappuccino vissuto a lungo nella città. Il comune fa parte del parco nazionale del Gargano.

## Geografia fisica

### Territorio
Il territorio comunale confina a nord e a ovest con San Marco in Lamis e Borgo Celano (frazione di San Marco in Lamis), a est con Monte Sant'Angelo e a sud con Manfredonia e Foggia; esso è il 62º comune in Italia per estensione territoriale e va dalle pendici del Gargano, fino alla pianura del Tavoliere. Il dislivello altimetrico oscilla da 1056 m a 8,5 m. Nel suo territorio troviamo la Grava di Campolato.

### Sismicità
Il territorio comunale di San Giovanni Rotondo è parte integrante del distretto sismico del Gargano.
- Classificazione sismica: zona 2 (sismicità media)[5]

### Clima
Il clima di San Giovanni Rotondo è caratterizzato da inverni  piuttosto freddi e da estati abbastanza calde. La temperatura media annua è di 13,6 °C. Nei mesi più freddi, gennaio e febbraio, non sono rare le nevicate; l'accumulo di neve annuo è di 35-30 cm, mentre la piovosità totale annua è in media di 772 mm. Il comune è esposto prevalentemente a venti settentrionali, molto frequenti, e che a volte possono essere anche molto forti, con raffiche che superano i 70 km/h. Le nebbie non sono abituali, ma a volte sono molto intense.

## Storia

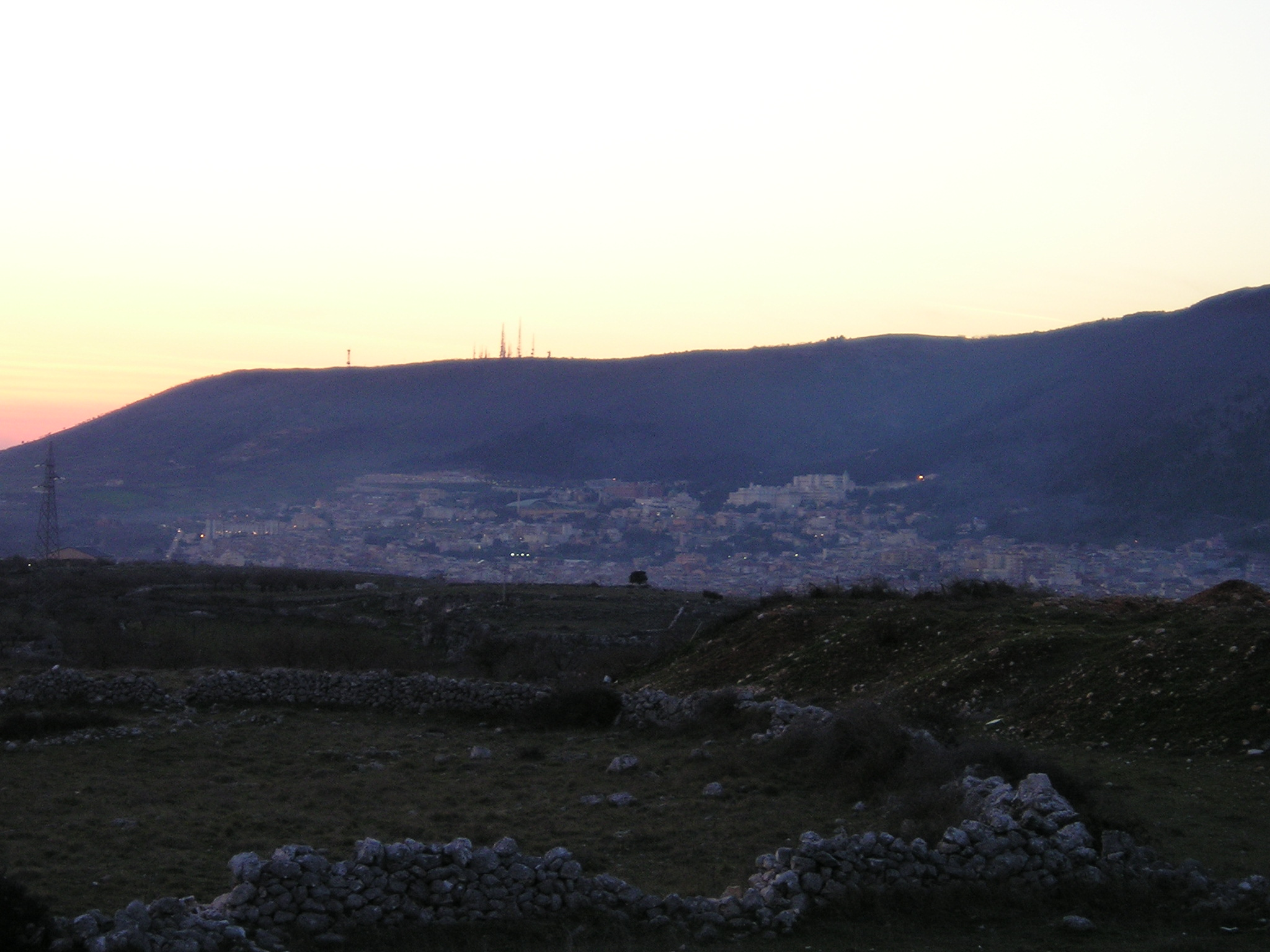
San Giovanni Rotondo visto dalla Contrada Ornale al crepuscolo

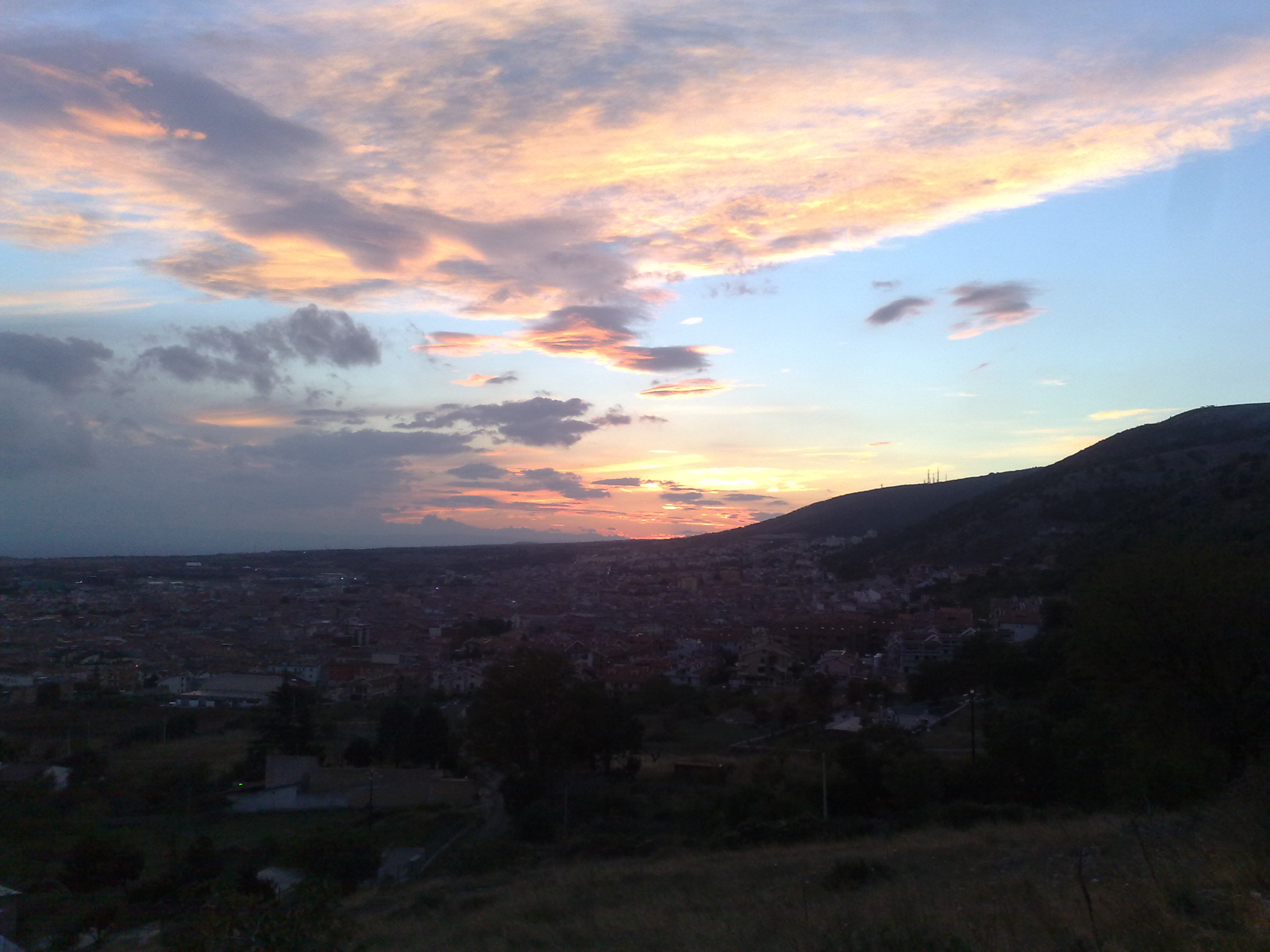
San Giovanni Rotondo al crepuscolo

La città di San Giovanni Rotondo fu fondata nel 1095 sulle rovine di un preesistente villaggio del IV secolo a.C.; di questo borgo restano dei segni visibili, come alcune tombe ed un battistero circolare (l'epiteto "Rotondo" deriva proprio da questo) che, secondo la tradizione, anticamente era destinato al culto del dio Giano bifronte, e in seguito fu consacrato a San Giovanni Battista. Durante il Basso Medioevo ha sempre avuto un ruolo importante nell'organizzazione economica del Meridione.
Nel 1466 il feudo di San Giovanni Rotondo, insieme a quelli di Monte Sant'Angelo e Trani, fu donato da Ferdinando I di Napoli a Giorgio Castriota, detto Scanderbeg, eroe della resistenza albanese contro gli Ottomani e suo vassallo.
Nel 1623 fu eretto a ducato da Filippo IV di Spagna in favore di Pietro Cavaniglia.
Sotto il Regno delle Due Sicilie era sede in cui venivano stabiliti i prezzi della mercanzia commercializzata nel Regno .

### Storia contemporanea
Il 14 ottobre 1920 San Giovanni Rotondo fu teatro di un grave fatto di sangue. Era il giorno dell'insediamento in municipio dei socialisti che avevano vinto (1 069 voti contro 850) contro una coalizione popolare clerico-fascista, denominata Arditi di Cristo, per paura di sommosse confluirono in paese 40 carabinieri e 82 soldati. La forte tensione nacque a causa della volontà di esporre la bandiera rossa dal balcone del municipio cui si contrapposero fascisti e popolari. Un corteo popolare percorse le vie di San Giovanni Rotondo per accompagnare gli amministratori socialisti che si insediavano nel comune. Ma davanti alle porte del municipio il corteo fu fermato dai carabinieri.
Il commissario Bevere che dirigeva il servizio d'ordine si opponeva al fatto che i socialisti, nel prendere possesso del municipio, esponessero la bandiera rossa dal balcone dell'edificio, perché diceva, sarebbe stata un'offesa alla patria e alla bandiera nazionale. Gli “arditi” erano decisi anch'essi a impedire l'esposizione della bandiera rossa. Da essi partirono oltraggi e insulti ai dimostranti. Cominciarono così i tafferugli: simultaneamente dal balcone del municipio, dopo l'uccisione del carabiniere Vito Imbriani i carabinieri aprirono il fuoco sulla folla. Si parlò anche del lancio di una bomba che però venne attribuito non alla forza pubblica ma agli “arditi”. Il bilancio finale fu di 14 morti e 85 feriti.
Il deputato socialista Michele Maitilasso accusò in Parlamento la setta degli Arditi di Cristo di aver provocato i manifestanti e il fuoco dei carabinieri. Don Giosuè Fini smentì il coinvolgimento di Padre Pio, mentre altri proposero una ricostruzione storica secondo la quale gli Arditi coinvolti nella vicenda sarebbero stati gli Arditi d'Italia, un'associazione d'arma di origine fascista che raccoglieva ex combattenti e mutilati dei Reparti d'Assalto, delle Compagnie Arditi Reggimentali (V. E.) e delle truppe dislocate a Fiume.
A San Giovanni Rotondo dal 4 settembre 1916 al 23 settembre 1968 visse quasi ininterrottamente e morì san Pio da Pietrelcina.
La città ha fatto parte della Comunità Montana del Gargano (soppressa nel 2010). La località fu risparmiata dai bombardamenti che devastarono le aree limitrofe durante la Seconda Guerra Mondiale. Si stima che nel 1943 i bombardamenti causarono più di 20 000 vittime nella sola Foggia.

## Monumenti e luoghi d'interesse
Il centro storico è una zona quasi esclusivamente residenziale. Le attività a carattere commerciale-turistico hanno scarso rilievo e questo fa sì che il centro del paese sia solo marginalmente interessato dal grande flusso turistico dovuto al culto di Padre Pio, che si consuma quasi esclusivamente intorno alla zona del convento. Per le sue vie si incontrano la chiesa di San Giuseppe Artigiano, la chiesa di San Nicola, caratterizzata da un portale in rame raffigurante alcuni momenti della vita di San Nicola, la chiesa di Santa Caterina, la chiesa matrice di San Leonardo (che sul portale d'ingresso presenta una statua di san Michele Arcangelo), la chiesa di Sant'Orsola (da poco restaurata), la chiesa della Madonna di Loreto (che riproduce le dimensioni reali del sacro luogo natio del Signore a Betlemme), la chiesa di Sant'Onofrio ed infine l'antica chiesa di San Giovanni Battista, detta La Rotonda.
Alle chiese vanno aggiunti i reperti archeologici dell'antico Borgo Sant'Egidio e di La Curvara. Un punto di interesse archeologia preistorica è  denominata Castello e un altro è la Grotta Grande,un luogo di archeologia industriale è la miniera di bauxite

### Architetture religiose

#### Chiesa di San Leonardo abate
La Chiesa di San Leonardo abate è la chiesa matrice di San Giovanni Rotondo. Della sua genesi Medioevale restano ben poche tracce dal momento che nella seconda metà del Seicento l'arcivescovo di Manfredonia Vincenzo Maria Orsini, futuro papa Benedetto XIII, ne ordinò l'abbattimento e invitò il popolo sangiovannese a riedificarla a proprie spese e a cessare di praticare usi e costumi superstiziosi. Il popolo sangiovannese ignora l'interdetto e l'arcivescovo con un decreto avente data 9 ottobre 1676 ma vigente dall'undici dello stesso mese, scomunica tutti. In questo frangente si sviluppa un'epidemia di colera tra i sangiovannesi che provoca circa 500 vittime su una popolazione di 2690 persone. La popolazione pensa subito ad un castigo di Dio, e l'arcivescovo decide di revocare la scomunica.
Il 16 giugno 1678, dopo aver tenuto una predica sullo splendore dovuto alla casa di Dio, il cardinal Orsini dà lettura del decreto di profanazione e demolizione della chiesa e dell'erezione della nuova, designando la chiesa di Sant'Orsola come sede parrocchiale; dopo la lettura del decreto iniziò la profanazione dell'altare maggiore. Il 26 ottobre 1678 viene posta la prima pietra della nuova chiesa dedicata, come la precedente, a San Leonardo abate.
Il 30 settembre 1684 l'arcivescovo sipontino Tiberio Muscettola la riaprì al culto dedicandola, come la precedente, a San Leonardo abate. La dedicazione della chiesa avvenne il 15 novembre 1818 ad opera dell'allora arcivescovo di Manfredonia Eustachio Dentice, mentre la dedicazione dell'altare risale al 13 maggio 1867 per le mani del vescovo Vincenzo Taglialatela.
Nel 1909 è stata edificata la navata laterale. Numerosi sono stati nel corso degli anni gli interventi di restauro, il più corposo dei quali è stato eseguito nel 1983 per volere del parroco del tempo, Domenico Umberto D'Ambrosio, oggi arcivescovo emerito di Lecce.
La chiesa oggi si presenta a due navate. La facciata principale presenta due scalinate laterali e un portale in legno. Sul portale è incastonata, in una nicchia, la statua in pietra di San Michele arcangelo risalente al 1656. In alto sul cornicione, sono poste ai lati due statue in pietra della Beata Vergine Maria, e al centro si erge una lastra sulla quale c'è scritto D.O.M. e sulla quale posa una croce. Sulla facciata della navata laterale si erge una scalinata monumentale con un portale in legno. Degno di nota è anche il campanile, la cui ricostruzione iniziò nel 1703 protraendosi fino al 1709; al giorno d'oggi ospita cinque campane.
All'interno della chiesa è possibile ammirare la volta a capriate della navata centrale e sui lati sei altari votivi dedicati all'Immacolata Concezione, a San Giovanni Battista (con statua lignea del XV secolo di ignoto scultore meridionale), a San Giuseppe (con statua lignea del XX secolo), a San Leonardo abate (con statua lignea del XX secolo), a San Michele Arcangelo (con statua lignea del XVII secolo di ignoto intagliatore pugliese) e al Sacro Cuore di Gesù (tela ad olio di Natale Penati del 1936).
Nella navata laterale è posto il fonte battesimale chiuso da un pregevole coperchio bronzeo fuso nel 2013. Nel 1694 la chiesa venne fornita di organo, come attesta una lapide sul pilastro desto dell'arco dell'organo stesso. La chiesa è oggi sede dell'omonima parrocchia.

#### Chiesa di Sant'Orsola

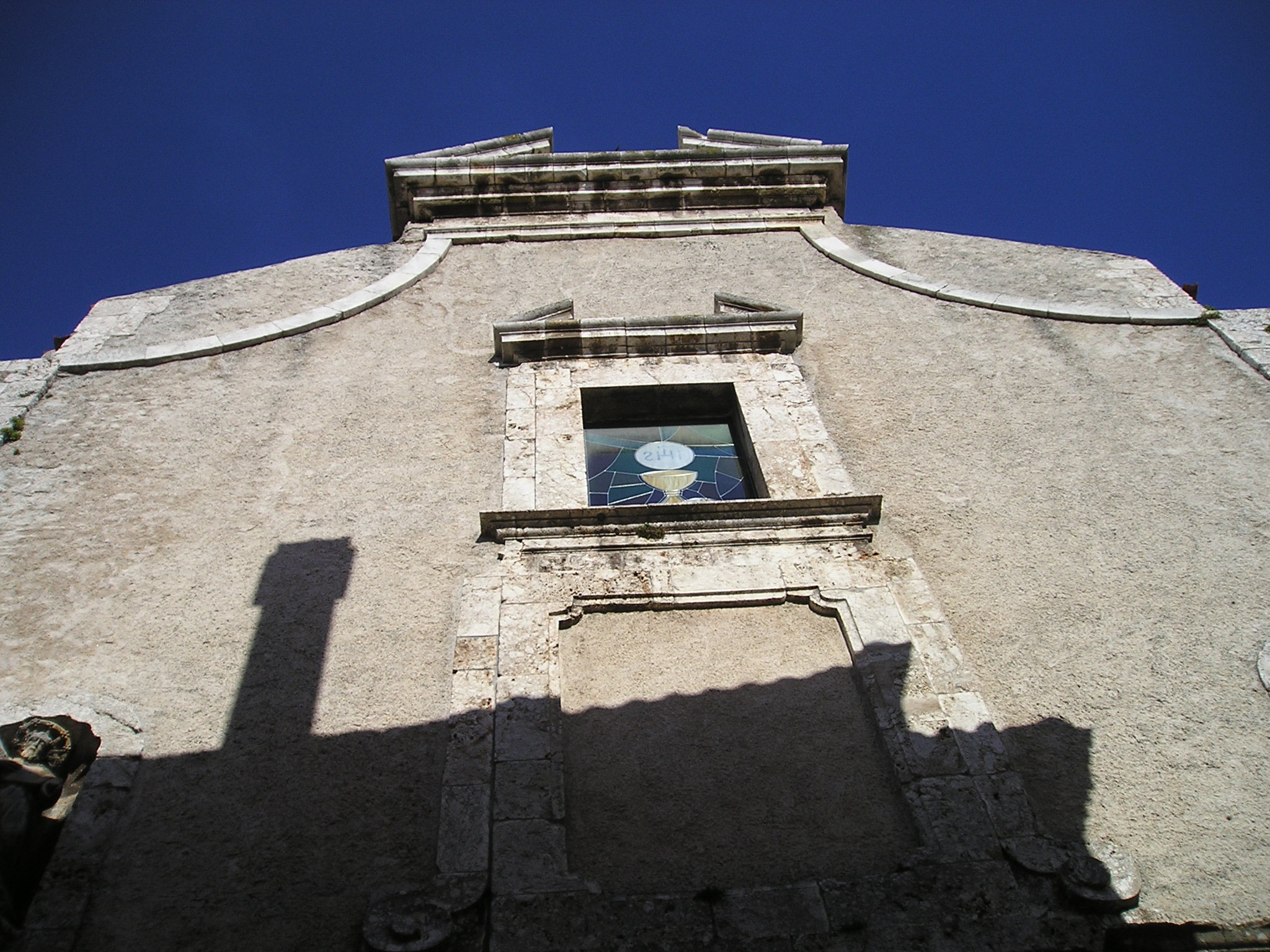
La Chiesa di Sant'Orsola, una delle più antiche chiese di San Giovanni Rotondo

Edificata a partire dalla fine del Cinquecento, e quasi del tutto riedificata tra Seicento e Settecento, sorse per volontà del sacerdote don Giovanni Donato Verna che voleva affiancarvi anche un monastero per suore. La chiesa di Sant'Orsola è situata nel centro storico di San Giovanni Rotondo ed è l'edificio sacro più ricco di arte e di storia. Sorta come "Chiesa del Purgatorio", dall'8 dicembre 1638 la chiesa è sede dell'Arciconfraternita dei Morti. L'arciconfraternita in seguito acquistò molte case intorno alla chiesa, per soddisfare il desiderio del Verna, senza però riuscire a realizzare il monastero.
All'esterno, la facciata curvilinea in stile barocco rococò, è impreziosita dal portale di breccia e da finestre e nicchie, dove trovano posto due statue in pietra raffiguranti San Francesco d'Assisi e Sant'Antonio di Padova. L'interno, totalmente restaurato negli anni scorsi, custodisce diverse tele di pregio di scuola napoletana, quella dei Santi Vescovi, quella della Madonna col Bambino, San Gaetano da Thiene e Anime del Purgatorio. La tela del purgatorio, posta al centro del Coro, è opera del Pittore Nunzio De Nunzi ed è datata 1707. Al Cinquecento risale la tela della Deposizione, di scuola veneta posta a sinistra dell'ingresso. Pregevoli gli apparati lignei, l'organo cinquecentesco, i pulpiti di legno dorato e il Coro. Nel 1928 il pittore milanese Natale Penati realizzò i dipinti del soffitto e dei cornicioni, raffiguranti il Martirio di Sant'Orsola e Episodi della vita di Sant'Antonio da Padova.

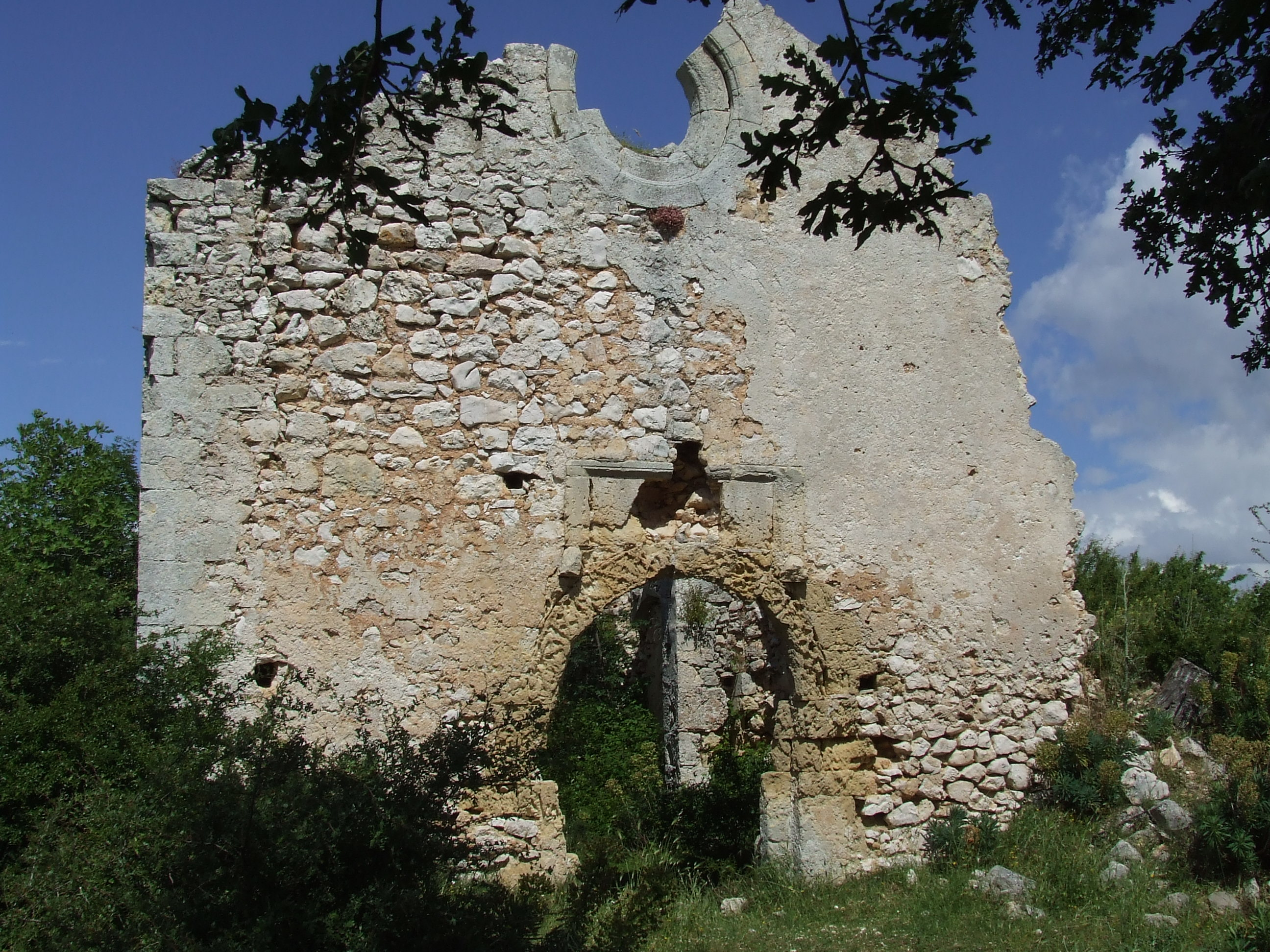
Rovine dell'antica chiesa di Sant'Egidio

#### Chiesa di San Nicola
La chiesa di San Nicola fu edificata nel XVI secolo. All'interno della chiesa si può vedere la statua della "Madonna dei Sette Dolori", fatta venire da Napoli nel 1726.

#### Chiesa di Santa Caterina
La chiesa, anticamente detta di Santa Maria Maggiore, risale al 1176. Solo nel XVII secolo fu dedicata a Santa Caterina. Pur essendo la chiesa più antica, non conserva il suo aspetto originale.

#### Chiesa e Convento di Santa Maria Maddalena
Il convento sorse per volontà dell'arciprete Bernardino Galassi. Fu costruito nel Seicento dopo la sua morte, vendendo tutti i suoi averi per seimila scudi d'oro.
La chiesa del monastero è crollata alcuni decenni fa a causa di un forte terremoto.
Il convento ospitava suore appartenenti all'ordine delle Clarisse. Esse dedicavano all'educazione delle figlie del ceto civile. Esse inoltre accoglievano all'interno del proprio convento, ragazze del basso ceto, sottratte dalla strada. Ogni sabato i poveri della città, si radunavano nel parlatorio del convento e, secondo un'antica tradizione, ricevevano un'elemosina di pane.
Dal 1925 al 1938, nei locali del convento, ebbe sede uno dei primi ospedaletti cittadini intitolato a San Francesco d'Assisi, voluto da Padre Pio per i poveri della città.

#### Chiesa di San Giacomo Apostolo
La chiesa di San Giacomo Apostolo era di proprietà dell'antico ospedale di San Giovanni Rotondo, della cui esistenza si ha certezza fin dal 1304. Nel 1718 essa venne assegnata ai Gesuiti. I Fratelli provvidero subito ad ingrandire la chies a, demolendo alcune case di proprietà dell'ospedale.
Il 6 novembre 1860 in questa chiesa si insediò un "Consiglio subitaneo di guerra" del nuovo Governo unitario, che vi emise una feroce sentenza di condanna a morte nei confronti di tredici cittadini sangiovannesi, riconosciuti colpevoli di eccitamento alla guerra civile durante la reazione borbonica del mese di ottobre del 1860, culminata con l'uccisione di ventiquattro cittadini liberali. La chiesa è situata a pochi metri dalla Chiesa Matrice.

#### Chiesa della Madonna di Loreto
La chiesetta di piccole dimensioni fu costruita extra moenia nel XV secolo da pellegrini marchigiani in visita al vicino Santuario di San Michele Arcangelo. La chiesetta riproduce le dimensioni reali della casa natia di Gesù. La chiesa è situata in Piazza del Carmine, a pochi metri dalla chiesa di Sant'Onofrio.

#### Chiesa di Sant'Onofrio Anacoreta

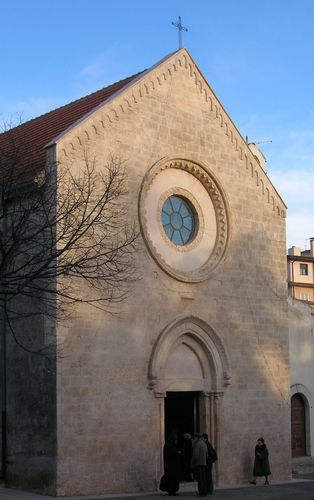
La Chiesa di Sant'Onofrio

La chiesa di Sant'Onofrio è un edificio sacro di origini medievali, ispirato alla severa essenzialità degli ordini mendicanti in Capitanata a cavallo tra i secoli XIII e XIV. Fu edificata come "opera regia" da Federico II di Svevia che già aveva proclamato la città di San Giovanni Rotondo "luogo regio" affrancandola nei confronti dell'Abazia di San Giovanni in Lamis. La Facciata è a capanna in stile romanico-gotico, è arricchita da un portale ogivale, da un doppio oculo e da un coronamento ad archetti pensili. All'esterno sopra il portale, l'epigrafe in caratteri gotici tardi chiarisce la genesi dell'edificio, risalente agli anni attorno alla metà del Duecento, precisamente nel 1231. Non e però escluso che la chiesa possa essere, nella redazione originale, ancora più antica e risalente agli anni del primo Medioevo, quando poteva essere compresa all'interno di un polo religioso, del quale faceva parte anche il Battistero di San Giovanni Battista (La Rotonda).
Da tempo immemorabile la piazza di San Giovanni Rotondo era importante per i commercianti di cereali di tutta la Puglia, poiché vi si svolgeva una fiera i cui prezzi erano presi a riferimento per la vendita in altri luoghi. Questa consuetudine spinse i sovrani del Regno delle Due Sicilie a emanare disposizioni che resero obbligatori tali prezzi in tutte le terre del regno. Il prezzo dei cereali veniva proclamato proprio nella chiesa di Sant'Onofrio, alla presenza di molti sindaci. La "voce" del prezzo veniva resa pubblica da un banditore, che nel giorno dedicato a S. Onofrio (11 giugno) emetteva le sue "grida" in tutte le strade della città. Nell'anno 1575 una pragmatica del viceré spostava la fiera di Sant'Onofrio e la data delle "grida" al giorno 29 giugno, festa dei SS. Pietro e Paolo, poiché a mese inoltrato si aveva più certezza della qualità e della quantità del raccolto.
Con la venuta del Regno Napoleonico, la chiesa cadde in completo disfacimento. Soltanto nel 1914, per interessamento dell'arciprete Giuseppe Prencipe, la chiesa poté essere riaperta al culto. Nel 1955 è stata riportata alle sue linee primitive riportando alla luce resti di affreschi trecenteschi.
Nella chiesa è venerata la Madonna del Monte Carmelo ed il 16 luglio vi è anche una festa in suo onore. Recentemente sono stati costruiti a ridosso della chiesa, degli uffici Parrocchiali e delle aule per la catechesi. Oggi la chiesa di Sant'Onofrio ospita l'omonima parrocchia.

#### Chiesa di San Giovanni Battista o della Rotonda
La chiesa di San Giovanni Battista, nota anche con il nome di "Rotonda", risale al VI-VII secolo, ed è l'edificio religioso più antico e ricco di storia, da cui prese il nome la città. La leggenda dice che la chiesa sia sorta sulle rovine di un antichissimo tempio dedicato al dio Giano, tuttavia non esistono ad oggi motivazioni storiche che sostengano questa ipotesi. La chiesa era tappa obbligatoria dei longobardi perché sita lungo il percorso della Via Sacra Longobardorum, che conduceva alla grotta di San Michele Arcangelo. Si pensa, inoltre, sia stata per un lungo periodo un Battistero, dato il ritrovamento di una vasca battesimale di forma circolare che, con gli ultimi lavori di restauro, è stata riportata alla luce assieme ai resti degli affreschi lungo tutte le pareti della chiesa.

La chiesa è situata nella zona est della città, in prossimità della chiesa di sant'Onofrio. Oggi la chiesa è sconsacrata.

#### Chiesa di San Giuseppe Artigiano
La chiesa di San Giuseppe Artigiano è situata nel centro della città, in Piazza Europa (Villa Comunale), e vi ha sede l'omonima parrocchia. Venne edificata per volontà di don Michele Di Gioia, parroco di San Donato, per venire incontro alla esigenze della crescente popolazione parrocchiale. La posa della prima pietra, risale al 1º maggio 1958, e avvenne in presenza di Padre Pio,il quale firmò anche una pergamena ricordo, che fu chiusa nelle fondamenta. La chiesa fu inaugurata il 12 settembre 1965 e venne dedicata il 15 settembre 1990. La chiesa si presenta come un edificio moderno a pianta centrale; L'interno è formato da: una grande aula liturgica, gravante in dodici punti; due navate laterali e la cappella del Santissimo Sacramento. L'aula liturgica è arricchita inoltre da decorazioni tra cui il mosaico raffigurante la Deesis con Cristo Pantocratore al centro, e la madre di Dio e San Giuseppe ai lati in atteggiamento orante, l'ambone con le icone dei quattro Evangelisti, l'altare marmoreo, il ciborio nella cappella del Santissimo Sacramento e le vetrate istoriate che rappresentano il ciclo cristologico. Adiacenti alla chiesa vi sono gli uffici parrocchiali, gli spazi dedicati al catechismo e all'oratorio e l'auditorium "Pier Giorgio Frassati", che ospita alcune importanti iniziative parrocchiali e cittadine. Nel ottobre 2023 sono iniziati importanti lavori di restauro, voluti dal parroco Vincenzo D'Arenzo, conclusisi nell'aprile 2024. La parrocchia di San Giuseppe Artigiano rappresenta una delle parrocchie più popolate della città, data la sua estensione territoriale.

#### Chiesa di San Donato
La chiesa è situata nel centro storico di San Giovanni Rotondo. Secondo un'iscrizione sarebbe stata edificata nel XIV secolo ad opera dei Germani. Il suo aspetto venne più volte modificato fino al XX secolo. Il restauro più consistente fu eseguito nel 1878, quando il soffitto fu sostituito da una volta con mattoni. Negli anni trenta viene fatto un altro restauro ad opera del pittore milanese Natale Penati, che eseguì il ciclo di affreschi sulla volta, dedicati alla Vergine Maria e ai misteri del rosario. La chiesa custodisce le statue lignee della Vergine e di Sant'Aniello e quelle in cartapesta leccese di San Donato, titolare della chiesa, Sant'Elia e San Ciro. Un tempo sede parrocchiale, è oggi parte della parrocchia di San Giuseppe Artigiano.

#### Chiesa di Santa Croce
La chiesa è stata costruita nel 1960 ed è sita nel quartiere "Santa Croce". Dal 1988 è sede della parrocchia San Francesco d'Assisi,affidata alla cura dei frati minori cappuccini. Negli anni 2000 la chiesa ha subito un'importante opera di rinnovamento, con la realizzazione nel presbiterio dell'affresco della Crocifissione, ispirato ai modelli dell'iconografia orientale, con l'aggiunta, sotto la croce, delle figure dei santi Francesco d'Assisi e Pio da Pietrelcina. A fianco della chiesa si trova l'ex sede dei centri di riabilitazione "Padre Pio" . Oggi la struttura ospita gli uffici parrocchiali e le aule catechistiche ed inoltre la sede della Famiglia Francescana Secolare e la Casa Papa Francesco, opera di carità e accoglienza dei frati cappuccini.

#### Chiesa della Trasfigurazione del Signore
La parrocchia della Trasfigurazione del Signore è stata eretta canonicamente il 1º ottobre 2001 con decreto dell'arcivescovo di Manfredonia-Vieste, Vincenzo D'Addario. La parrocchia nasce davanti allo sviluppo territoriale e abitativo della città, in cui le periferie risultavano poco presenti nelle comunità parrocchiali. Il territorio parrocchiale si è avuto sottraendo del territorio alle parrocchie di San Leonardo Abate, San Giuseppe Artigiano e San Francesco d'Assisi. Il 5 aprile 2008, è stata posta la prima pietra per il nuovo complesso parrocchiale e per la nuova chiesa i cui lavori di costruzioni sono terminati nel 2010.
La chiesa è stata aperta al culto dall'arcivescovo di Manfredonia-Vieste-San Giovanni Rotondo, Michele Castoro il 15 dicembre 2010 e solennemente dedicata dallo stesso arcivescovo, il 14 giugno 2014.

#### Complesso conventuale di Santa Maria delle Grazie

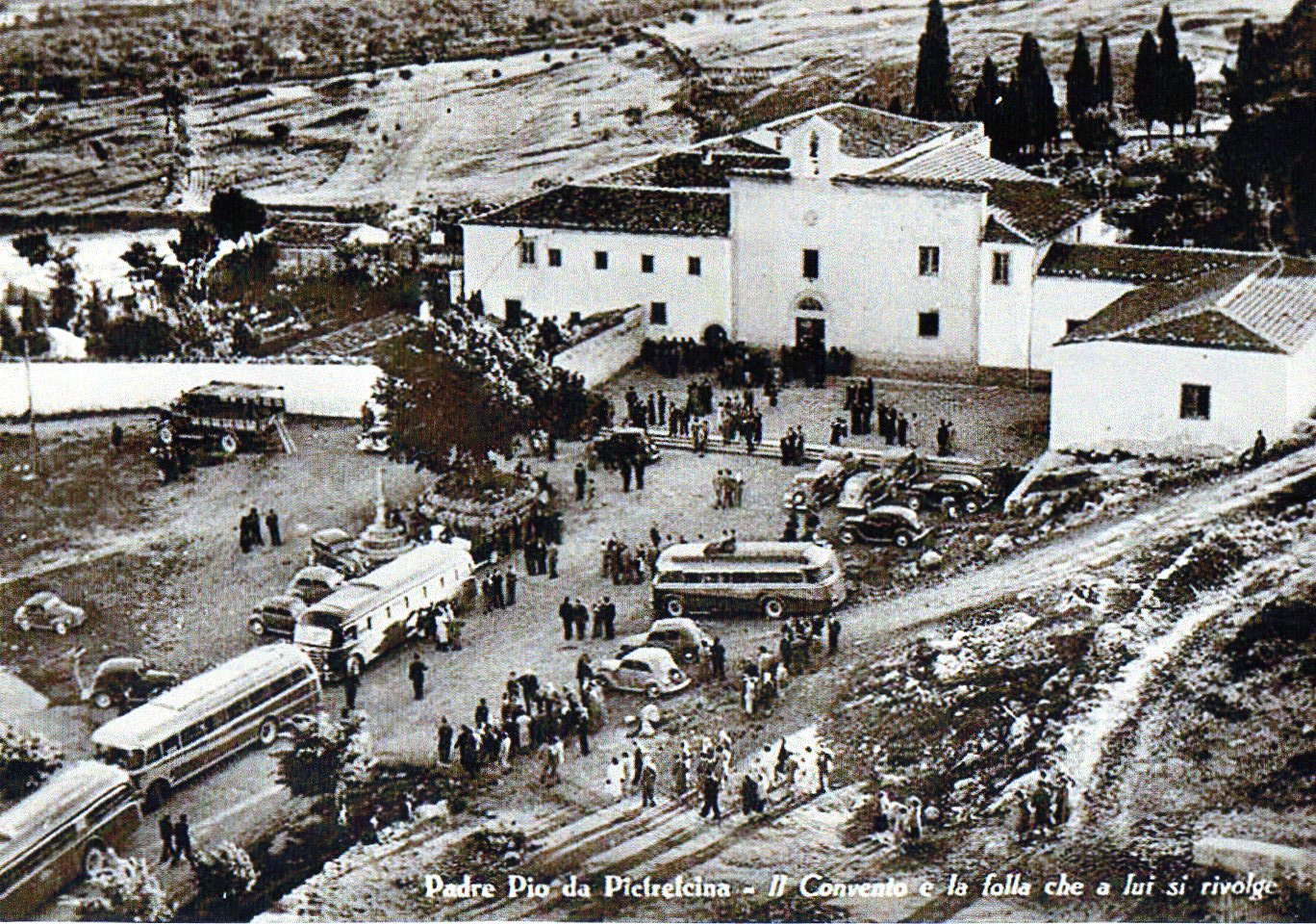
Il vecchio convento di Padre Pio (1953)

Il complesso conventuale di Santa Maria delle Grazie, noto ormai in tutto il mondo per San Pio da Pietrelcina, è formato dal convento dei cappuccini, da una chiesa antica ed una chiesa nuova entrambe dedicate a Santa Maria delle Grazie.
La chiesa antica
Circa cinque secoli fa un tale di nome Antonio Landi, donò ai frati minori cappuccini il suo podere situato su un poggio a nord-ovest dalla città di San Giovanni Rotondo. I Cappuccini innalzarono le mura della chiesa nel 1540.
Prima di San Pio la chiesa ospitò un altro santo; nella celletta nº 5 del convento, infatti, dormì San Camillo de Lellis. La chiesa fu restaurata negli anni dopo il 1930 da Natale Penati.
La chiesa nuova

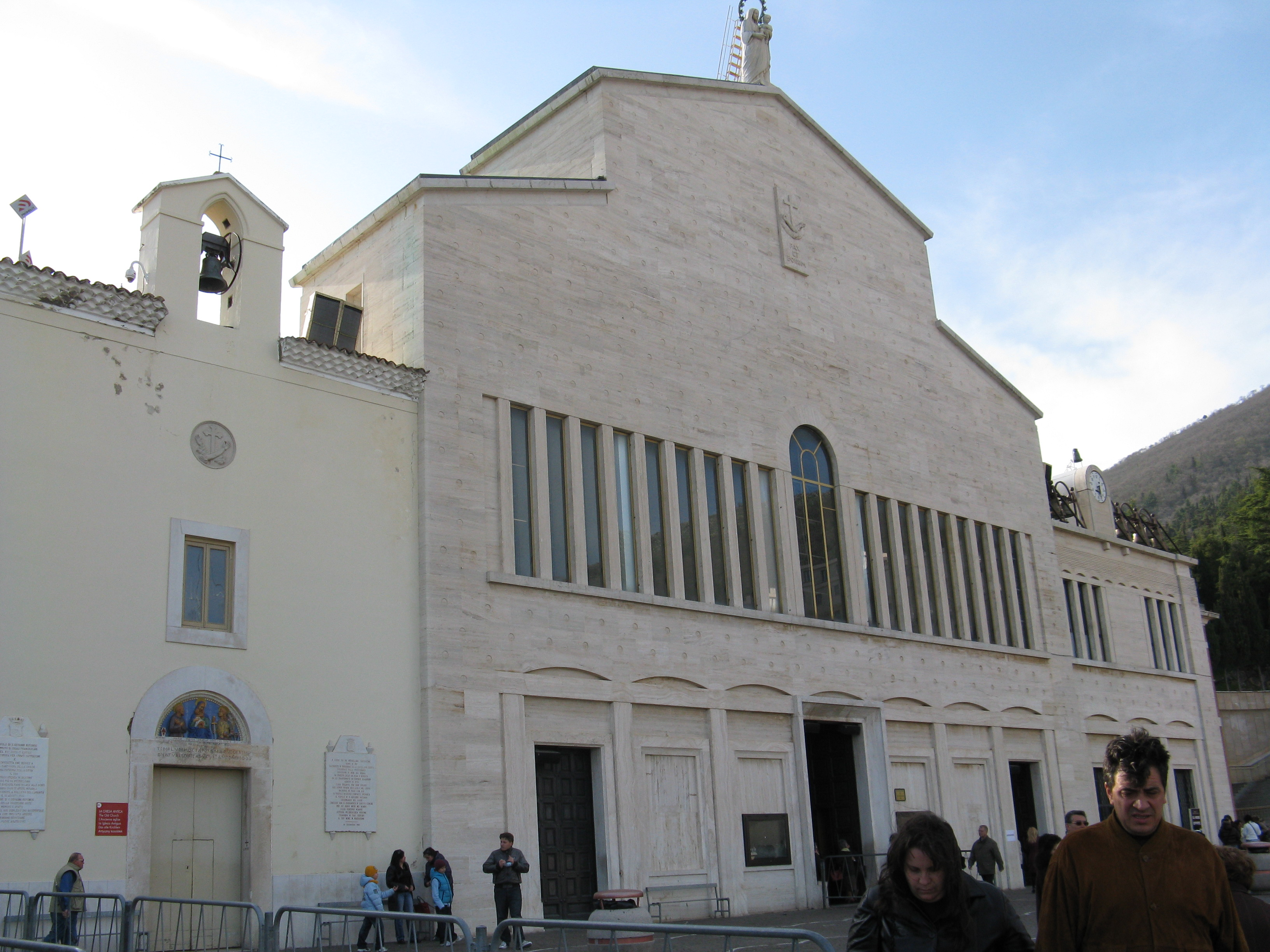
Veduta del piccolo convento di Padre Pio e della chiesa di Santa Maria delle Grazie.

La nuova chiesa fu costruita per esplicito desiderio di Padre Pio, con l'intenzione di poter ospitare in modo consono il notevole afflusso di migliaia di pellegrini che affluivano sempre più numerosi a San Giovanni Rotondo. La chiesa, progettata dall'architetto Giuseppe Gentile, fu iniziata il 2 luglio 1956 e fu consacrata il 1º luglio 1959. La navata centrale è dominata da un mosaico raffigurante La Madonna delle Grazie.
Nel piano sottostante, è situata la cripta dove riposa il corpo di San Pio da Pietrelcina, sotto un monolito di 30 quintali. Nella notte tra il 2 e il 3 marzo 2008 è stata riaperta la bara che conteneva il corpo di San Pio, per poi essere esposto, in una teca di cristallo, alla venerazione dei fedeli il 24 aprile 2008 fino al 23 settembre 2009.
Monastero e Chiesa della Resurrezione
Fu edificato nel 1975, per volere di Padre Pio e di fra Daniele Natale, su un terreno donato dal dottor Pietro Melillo alle Clarisse Cappuccine. La prima pietra del complesso religioso fu posata il 23 settembre 1975. Al suo interno, sorge la chiesa della Resurrezione, il "fulcro di preghiera" di tutto il Monastero. Custodisce, inoltre, un ampio e capiente auditorium, nel quale hanno luogo seminari e convegni.

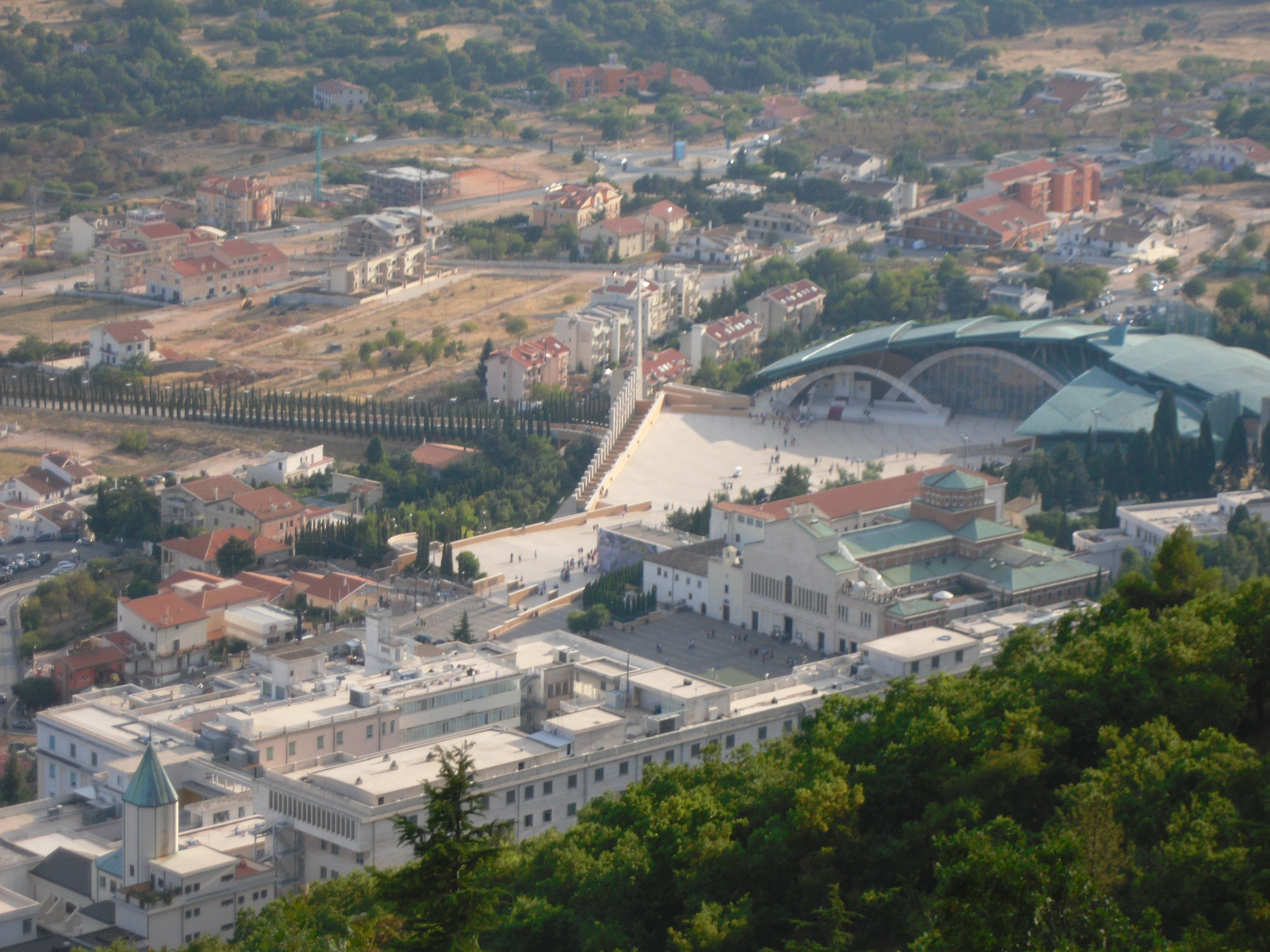
Veduta aerea dell santuario di San Pio da Pietrelcina, con il complesso del vecchio convento e di Santa Maria delle Grazie

Santuario di San Pio da Pietrelcina

### Architetture civili

#### Palazzo Cavaniglia
Situato in Corso Regina Margherita, Fu edificato tra il 1615 e il 1630. Fu sede del barone don Michele Cavaniglia, feudatario di San Giovanni Rotondo.

#### Palazzo San Francesco
Edificato nel 1470, fu in principio convento dei francescani fino al 1815, quando venne adibito a Palazzo di Città. Il palazzo, sede del comune, si trova in Piazza dei Martiri.

#### Palazzo del Capitano della Piazza d'Armi
Edificato nel Seicento, fu sede del gran Capitano Consalvo Ferrante di Cordova "utile Signore della Terra di San Giovanni Rotondo" (via Basalemme).

#### Palazzo Verna
Risale al XVII-XVIII secolo e fu sede di una delle famiglie della borghesia di San Giovanni Rotondo. I suoi componenti furono sindaci ed ecclesiastici, contribuirono con donazioni alla costruzione di chiese ed edifici pubblici, fra cui il Palazzo di Città.

#### Casa dell'Università
In età angioina e aragonese (XIV-XV secolo), era la sede dell'Università e delle assemblee popolari di San Giovanni Rotondo. La facciata del palazzo è arricchita da un portale con un arco a sesto acuto, e due bifore.

#### Casa natale di Celestino Galiani
In questa casa, risalente al XVII secolo, nacque Celestino Galiani, arcivescovo di Taranto, Tessalonica, Cappellano maggiore del Regno di Napoli, Ministro dei regi studi e Riformatore della regia Università degli studi di Napoli. Definito "uomo dottissimo in tutte le scienze".

#### Palazzo Bramante-Giuliani (XVIII secolo)
Situato in via Galiani, fu edificato nel XVIII secolo, è uno dei palazzi simboli della città. Vi abitarono nei secoli Decurioni, Mastrogiurati, Sindaci, Podestà, Arcipreti.

#### Palazzo Lecce
È situato in Corso Giacomo Matteotti, fu edificato tra il 1930-1935 ed è sede di una delle famiglie benestanti della città.

#### Ex Palazzo Cavalli-Massa
Edificato tra il 1930-1935, il palazzo presentava interessanti rilievi architettonici e fregi sulla facciata principale. Il palazzo si trovava in Viale Kennedy e, per molti anni, ospitò la caserma dei carabinieri. Fu demolito alla fine degli anni Novanta per far posto ad un albergo.

#### Scuola Elementare "Michele Melchionda"
Edificato in piena era fascista, come è nella sua forma uguale a tanti altri edifici scolastici sorti in quell'epoca. L'edificio è intitolato al sottotenente Michele Melchionda, medaglia d'oro al valor militare, caduto in Africa il 6 aprile 1938.
Palazzo Morcaldi

### Architetture militari
San Giovanni Rotondo, nel Medioevo, era circondato da mura possenti, con 15 torri e 4 porte, edificate tra XII e XIV secolo; oggi restano ben poche tracce della fortificazione e delle torri.

#### Porte
- Porta Maggiore: edificata da Federico II di Svevia. Era una delle quattro porte della Città, la più grande, munita di un ponte levatoio;
- Porta dei Comuni: edificata tra il 1150 e il 1234. Detta anche "Portami Suso - portami in alto". Era la porta più importante e rappresentava il Comune-Università. Inserita nella maestosa torre quadrangolare.
- Porta del Lago: edificata tra il 1150 e il 1234. La porta detta "del Lago" perché prospiciente una vasta zona lacustre che si stendeva ad ovest delle fortificazioni. Era composta da archi semicircolari e con volta a forma gotica munita. Venne demolita nel 1876.
- Portella: era la più piccola delle quattro porte delle fortificazioni di San Giovanni Rotondo.

### Torri e tracce murarie
- Torre Quadrangolare: era una delle 15 torri edificate fra il 1150 ed il 1194, completate e consolidate verso il 1234 dall'imperatore svevo Federico II.
- Torre Cilindrica: era una delle 15 torri edificate tra il 1150 e il 1234, un tempo merlate. Ora è sede del Museo delle Arti Popolari.
- Tracce Murarie di età normanno-sveva: facevano parte delle antiche fortificazioni di San Giovanni Rotondo, oggi sono inglobate negli edifici del centro storico della città e, quelle che restano, sono visibili in alcune strade.

### Monumenti pubblici
- La Vittoria Alata-Monumento ai Caduti di Guerra: situato in Piazza Europa, il monumento fu edificato nel 1924.
- Monumento a Padre Pio: realizzato dallo scultore Pericle Fazzini, raffigura in sei scene i tratti più salienti della vita del santo, che culminano con Padre Pio che alza un ostensorio. Il monumento è stato inaugurato il 28 luglio 1987 in Piazza Padre Pio. Oggi il monumento è meta di molti pellegrini che raggiungono la città.
- Monumento ai Caduti in Miniera: edificato nel 1986, il monumento ricorda i 27 minatori caduti sul lavoro nella Miniera della Montecatini. Si trova nella piccola villa comunale antistante la Chiesa di Sant'Onofrio. (Piazza del Carmine).
- Via Crucis monumentale: realizzata dallo scultore Francesco Messina, fu inaugurata il 25 maggio 1971. La Via Crucis si snoda su un viale che sale le pendici del Monte Castellana, e si interseca con una scalinata principale che conduce al Piazzale della Resurrezione, dove è collocata la statua del Cristo Risorto. La via Crucis è formata da 16 statue in bronzo e una in marmo di Carrara. Le sedici statue in bronzo rappresentano le 14 stazioni, il Cristo Risorto e la Statua di San Pio; quella in marmo raffigura la Madonna con Bambino.
- Al Servizio della Vita. Monumento al donatore di sangue: realizzato dagli artisti Corrado Grifa e Nicola Canistro, è collocato presso la piazzetta del Donatore AVIS, incrocio via Foggia-corso Roma. L’opera è stata inaugurata il 26 ottobre 2008.
- Silenzio. Monumento in memoria di Luciana Pia Capuano e Ilaria Placentino, studentesse vittime del terremoto dell'Aquila nel 2009: la scultura è stata realizzata dallo scultore Corrado Grifa e installata presso la rotatoria di viale Aldo Moro-via San Salvatore-via Monsignor Novelli. L’opera è stata inaugurata il 14 aprile del 2016.

## Società

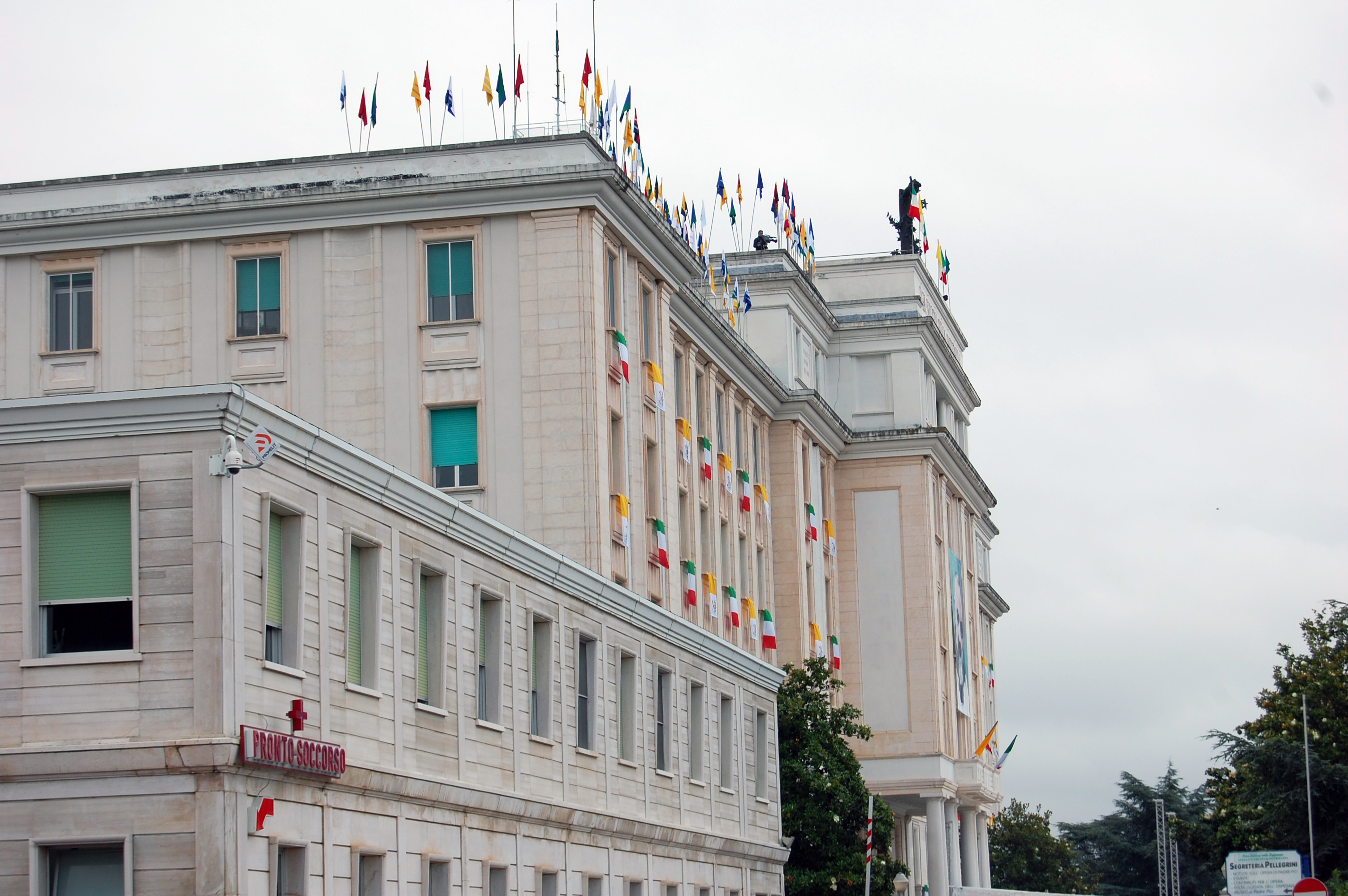
Veduta della facciata della Casa Sollievo della Sofferenza

### Evoluzione demografica
Abitanti censiti

### Etnie e minoranze straniere
Al 31 dicembre 2023 la popolazione straniera era di 1.247 abitanti, pari al 4,62% della popolazione.

### Religione
Il credo religioso maggiormente praticato in città è il cattolicesimo. Il comune appartiene all'arcidiocesi di Manfredonia-Vieste-San Giovanni Rotondo.

### Istituzioni, enti e associazioni
Nel comune ha sede la Casa Sollievo della Sofferenza, struttura sanitaria fondata ed inaugurata da Padre Pio nel 1956.

## Cultura
Musei
Museo dell'arte e delle tradizioni popolari
Museo delle cere di Padre Pio
Museo biografico di Padre Pio
Biblioteca
Biblioteca comunale
Teatro
Le piume del Vento
Auditorium
Auditorium Maria Pile

### Eventi
La tradizione religiosa di San Giovanni Rotondo si coglie anche in alcune delle feste e dei riti cittadini. Il 19 marzo, festa di San Giuseppe, si accendono i tradizionali falò chiamati fanoje (dal verbo greco faino-fainomai,apparire).
La settimana santa sangiovannese vede la presenza, accanto ai riti liturgici, di alcuni momenti legati alla pietà popolare. Ruolo centrale nella settimana santa sangiovannese occupano i riti e le tradizioni delle confraternite dei "Sette Dolori" e delle "Anime del purgatorio". La sera del Giovedì Santo viene celebrato l'Ufficio delle tenebre seguito dal cosiddetto "terremoto", un fragore che descrive lo sconvolgimento delle forze della natura dopo la morte di Gesù. La sera del Venerdì Santo si svolge la processione con le statue della Madonna dei Sette dolori e del Cristo Morto custodite nella chiesa di San Nicola.
Nel periodo estivo vengono organizzate una serie di manifestazioni artistiche e culturali che animano il centro cittadino. La stagione si apre con la festa del santo patrono San Giovanni Battista, da cui prende il nome la città, che si tiene nei giorni del 23-24-25 giugno. Il 24 giugno, solennità della Nascita del Battista, viene portata in processione la statua del santo custodita nella Chiesa Madre. La festa religiosa è accompagnata dai festeggiamenti civili che comprendono la tradizionale fiera, le giostre ed una serie di concerti e manifestazioni.
Nei giorni del ferragosto si svolge la "Vestizione delle Madonne", tradizione che si lega alla devozione alla Madonna dei Sette Veli. Vengono esposti alla venerazione dei fedeli preziosi quadri contenenti un frammento dei veli che avvolgevano la preziosa icona della Madonna, patrona dei foggiani.
Altra festa importante è quella di Santa Maria delle Grazie che ricorre nei giorni 8-9-10 settembre. Per questa occasione il quadro, di pregiata fattura, della Madonna delle Grazie sito presso l'omonimo Convento dei frati Cappuccini viene portato in paese presso la Chiesa Matrice il 31 agosto e vi rimane fino al 10 settembre. Come per la festa di San Giovanni, anche la festa di Santa Maria è accompagnata dai festeggiamenti civili con la fiera, le giostre ed il concerto conclusivo, che solitamente si tiene la sera del 10 settembre.
Solenni celebrazioni segnano i giorni della festa di San Pio da Pietrelcina (23 settembre). Momento centrale della festa è la veglia di preghiera che si tiene nella notte tra il 22 e il 23 settembre, durante la quale si fa memoria del transito del santo stimmatizzato. Questo evento vede confluire presso il sagrato della nuova chiesa migliaia di pellegrini. Il 23 settembre, dopo la Messa vespertina, si tiene la processione con il simulacro del Santo, che si chiude con lo spettacolo dei fuochi d'artificio.
La sera del Venerdì Santo si svolge la processione con le statue della Madonna dei Sette dolori e del Cristo Morto custodite nella chiesa di San Nicola.

### Media

#### Televisione
- Nel paese ha sede la Tv Cattolica Padre Pio TV di proprietà della Fondazione Voce di Padre Pio. L'emittente trasmette attraverso il servizio di televisione digitale terrestre sul territorio nazionale, via satellite in Italia, in tutta Europa e nei Paesi del bacino del Mediterraneo, e tramite internet in tutto il mondo.

## Economia
Dalla sua fondazione fino alla prima metà del Novecento, l'economia era prevalentemente dedita alla pastorizia e all'agricoltura. Ma dalla fondazione dell'ospedale Casa Sollievo della Sofferenza l'economia del paese si è incentrata sempre più sul terziario; oggi, anche grazie al turismo che vede milioni di pellegrini ogni anno raccolti attorno alla figura del Santo di Pietrelcina, l'economia della città è al 95% incentrata sul terziario.

## Amministrazione
Di seguito è presentata una tabella relativa alle amministrazioni che si sono succedute in questo comune.
| Periodo           | Periodo           | Primo cittadino               | Partito                                 | Carica                    | Note   |
| ----------------- | ----------------- | ----------------------------- | --------------------------------------- | ------------------------- | ------ |
| 25 luglio 1989    | 22 dicembre 1989  | Lazzarino Fini                | Partito Socialista Italiano             | Sindaco                   | [ 37 ] |
| 10 febbraio 1990  | 26 giugno 1991    | Matteo Cappucci               | Partito Socialista Democratico Italiano | Sindaco                   | [ 37 ] |
| 26 giugno 1991    | 14 luglio 1992    | Gaetano Cusenza               | Democrazia Cristiana                    | Sindaco                   | [ 37 ] |
| 12 settembre 1992 | 3 aprile 1993     | Domenico Placentino           | Partito Democratico della Sinistra      | Sindaco                   | [ 37 ] |
| 3 aprile 1993     | 11 febbraio 1994  | Felicia Baldinetti            | Partito Democratico della Sinistra      | Sindaco                   | [ 37 ] |
| 11 febbraio 1994  | 14 marzo 1994     | Agostino Ricucci              |                                         | Commissario prefettizio   | [ 37 ] |
| 14 marzo 1994     | 28 giugno 1994    | Salvatore Tropea              |                                         | Commissario straordinario | [ 37 ] |
| 28 giugno 1994    | 19 dicembre 1995  | Nicola Placentino             | Partito Popolare Italiano               | Sindaco                   | [ 37 ] |
| 19 dicembre 1995  | 28 marzo 1996     | Pasquale Santamaria           |                                         | Commissario straordinario | [ 37 ] |
| 28 marzo 1996     | 24 giugno 1996    | Mario Tafaro                  |                                         | Commissario straordinario | [ 37 ] |
| 24 giugno 1996    | 1º maggio 2000    | Davide Pio Fini               | Lista Civica Movimento per la Città     | Sindaco                   |        |
| 1º maggio 2000    | 30 settembre 2004 | Antonio Squarcella            | Forza Italia                            | Sindaco                   | [ 37 ] |
| 30 settembre 2004 | 19 aprile 2005    | Michele Di Bari               |                                         | Commissario straordinario | [ 37 ] |
| 19 aprile 2005    | 22 ottobre 2007   | Salvatore Mangiacotti         | centro-sinistra                         | Sindaco                   | [ 37 ] |
| 25 ottobre 2007   | 29 aprile 2008    | Michele Di Bari               |                                         | Commissario straordinario | [ 37 ] |
| 29 aprile 2008    | 24 dicembre 2010  | Gennaro Giuliani              | centro-sinistra                         | Sindaco                   | [ 37 ] |
| 24 dicembre 2010  | 1º giugno 2011    | Graziella Palma Maria Patrizi |                                         | Commissario prefettizio   | [ 37 ] |
| 1º giugno 2011    | 22 giugno 2016    | Luigi Pompilio                | centro-destra (PdL poi Forza Italia)    | Sindaco                   | [ 37 ] |
| 22 giugno 2016    | 14 febbraio 2019  | Costanzo Cascavilla           | liste civiche                           | Sindaco                   | [ 37 ] |
| 15 febbraio 2019  | 9 giugno 2019     | Antonio Incollingo            |                                         | Commissario prefettizio   | [ 37 ] |
| 9 giugno 2019     | 24 giugno 2024    | Michele Crisetti              | PD e civiche                            | Sindaco                   | [ 37 ] |
| 24 giugno 2024    | In carica         | Filippo Barbano               | Indipendente di sinistra                | Sindaco                   | [ 37 ] |

### Gemellaggi
- Wadowice, dal 2006
- Pietrelcina, dal 2005
- Marktl, dal 2009
- Bari, dal 2013
- Monte Sant'Angelo, dal 2013
- Eboli, dal 2018

## Sport

### Atletica leggera
Dal 2010 ad agosto si tiene la San Giovanni Rotondo Muntain Running, una gara di corsa in montagna, alla quale partecipano anche alcuni nazionali di atletica leggera. Il comune è sede dell'Associazione Sportiva Dilettantistica Atletica Padre Pio, fondata nel 1985.

### Pallavolo
Una società di pallavolo presente nel paese è l'A.S.D Volley San Giovanni, la quale ha raggiunto l'obiettivo di competere nella Serie D femminile nella stagione 2018/2019.

### Calcio
A San Giovanni è presente la società Real San Giovanni fondata nel 1987 che partecipa al campionato di promozione,la società Michele Biancofiore che militano nel campionato di terza categoria,il Sant'Onofrio Calcio,storica società fondata nel 1989 con una prima squadra in passato ma ora si occupa solo di settore giovanile e la più recente Academy Rocco Augelli fondata nel 2015.